# Pomnik gen. Józefa Bema w Toruniu
Pomnik gen. Józefa Bema w Toruniu – pomnik upamiętniający dowódcę artylerii i teoretyka broni rakietowej Józefa Bema. Mieści się na terenie Centrum Szkolenia Artylerii i Uzbrojenia, od strony ul. Jana III Sobieskiego. Pomnik składa się z brązowego popiersia Bema ustawionego na postumencie o wysokości 3 metrów. Pomnik zaprojektował Edmund Matuszak. Odsłonięcie pomnika miało miejsce 11 października 1959 roku. W uroczystości brał udział ówczesny Szef Artylerii Ludowego Wojska Polskiego gen. bryg. Tadeusz Kunicki. Na postumencie znajduje się napis: JÓZEF BEM 1794–1850. W 1989 roku na pomniku umieszczono metalową tablicę z napisem: Pamięci Kadry Oficerskiej i Absolwentów Oficerskiej Szkoły Artylerii, Szkoły Podchorążych Artylerii uczestników walk na wszystkich frontach II wojny światowej. Wrzesień 1989 r..